# Халбад, Тарас Хусрабович
Тара́с Хусра́бович Халба́д (10 августа 1935, с. Аацы, Абхазская АССР — 30 ноября 1998) — абхазский языковед, кандидат филологических наук.

## Биография
В 1960 году с отличием окончил отделение кавказских языков филологического факультета Тбилисского государственного университета. Преподавал в Блабурхской и Джирхуской средних школах (1961—1963), затем окончил аспирантуру Института языкознания АН СССР.
С 1968 года до конца жизни работал старшим научным сотрудником в Абхазском институте гуманитарных исследований им. Д. И. Гулиа АН Абхазии, одновременно преподавал в Абхазском университете.

## Научная деятельность
Основные направления исследований — лексикография, лексикология, этимология абхазского языка.
Автор более 30 научных работ, в числе которых «Обратный словарь абхазского языка», «Абхазское правописание» и «Справочник по делопроизводству на абхазском языке». Редактировал и подготовил к печати «Абхазо-русский словарь» А. Н. Генко.

### Избранные труды
Источник — Электронные каталоги РНБ
- Халбад Т. Х. Выражение категории определённости и неопределенности в абхазо-адыгских языках. — Тбилиси: Мецниереба, 1975. — 161 с. — 1200 экз.
- Халбад Т. Х. Выражение категории определённости и неопределенности в абхазо-адыгских языках: Автореф. дис. … канд. филол. наук. — М., 1968. — 32 с.
- Халбад Т. Х. Словарь лингвистических терминов: Рус.-абх. и абх.-рус. — Сухуми: Алашара, 1977. — 283 с. — 1000 экз.
- Терминологический словарь по овощеводству: Рус.-абхаз., абхаз.-рус. / Сост. Т. Х. Халбад. — Сухуми: Алашара, 1980. — 87 с. — 800 экз.